# 超空のギンガイアン
『超空のギンガイアン』（ちょうくうのギンガイアン）は、椿鬼奴がソロデビューアルバム『IVKI』制作に際して設定された架空のテレビアニメ。

## 概要

### ギンガイアン
1999年放送のロボットアニメという設定。第1期が全12話。放送当時は視聴率が芳しくなかったが、2002年8月11日の夏休み一挙再放送で人気を集めた。
イメージイラストを『すしお』が担当している。

### IVKI
椿鬼奴のソロデビューアルバム『IVKI』は、架空のアニメ「超空のギンガイアン」の主題歌、劇中歌として制作された曲を収録したミニアルバムとなっている。
ミニアルバム『IVKI』は藤井隆主宰の音楽レーベル『SLENDERIE RECORD』から2018年9月12日に発売された。

## 誕生の経緯
堂島孝平がプロデュースを担当する椿鬼奴のミニアルバム制作会議の案で、アニメソングや洋楽などが挙がる。最初は椿が好きな色々なジャンル曲のミニアルバムの予定だったが、堂島が「運命のリビルド」を制作した時、資料に「超空のギンガイアンオープニングテーマ」と記載されており、それを見た椿の中で設定や話が広がっていく。考えた設定の話を聞いた堂島は、「椿さんの中で大分ギンガイアンが大きくなっている」と感じたという。堂島と藤井隆の協議の結果、『超空のギンガイアン』のみのミニアルバムになることが決まった。
ある日、藤井から「設定をしっかり考えていてほしい」との声が挙がり、椿だけでは設定に矛盾が生じる可能性があるので、彼女の同期でアニメ好き芸人の天津・向がプロット総括者に選ばれた。その時、藤井は過去にラジオで共演経験もある声優の林原めぐみに「作詞をお願いしたいんです」と頼んでいる。
後に吉本興業本社で林原へのプレゼンが実施されたが、第1期の設定しか作られていなかったため、彼女から「第2期のストーリーはどこにあるの？」と言われてしまい、プレゼン担当者は皆固まった。その時に林原は第2期のプロット案も出しており、話を一通り聞いた彼女は「これは本気だ」と思って承諾し、第2期オープニングテーマの作詞を担当することになった。

## あらすじ
架空のあらすじは公式サイトより。
物語の舞台は四獣神に支配された国ハルス。国には四獣神の分身の像が置かれていた。人々は常に監視され、黙々と働く日々を過ごしている。
そんな中、四獣神の監視が届かない地下の遺跡『G-ゲート』で平和に暮らす『シアの一族』がいた。G-ゲートには太陽の光が届かないが、シアの一族は映像を脳に転送できる『サードアイ』によって、暗闇の中でも全てを見ることが出来る。シアの一族の長、ハミルとカレン。その子供のソレイユとサン、ペットのルキアンは共に幸せに暮らしていた。
しかし、ある日、四獣神にG-ゲートが見つかってしまう。ハミルはソレイユとサン、ルキアンを隠し扉から逃がす。ソレイユとサンは逃亡するが、四獣神の部隊に見つかりサンが捕まってしまった。ソレイユは1人で逃げる中、四獣神に立ち向かうレジスタンス『フィフスゴッド』救護班ラビトのリーダー伊吹・レッドスターに出会う。ソレイユはフィフスゴッドが所有する、巨大な対四獣神用人型兵器『クレッセント』に乗って敵を倒す。パイロットとしての訓練を受けていないソレイユがクレッセントを操縦していることに驚く伊吹。
人々を助ける鍵が宇宙の果て『ギンガイアン』にあると聞いたソレイユは、フィフスゴッドと共に行くことを決意。宇宙戦艦『ベオグラード・ザッハ』で旅立つ。

## キャラクター
架空のキャラクター設定は公式サイトより。
考えられた第1期のキャラクター設定は14キャラクター。
ソレイユ
声 - 七瀬美悠
12歳の少年。シアの一族の末裔であり、フィフスゴッドのメンバー。
クレッセント・ゴールドの操縦者。
伊吹・レッドスター
声 - 椿鬼奴
25歳の女性。救護班「ラビト」隊長。「泣かないの!男だろ?」が口癖。
昔はパイロットもやっていたが、ある事件が原因で救護班に配属移動した。
郡司聖也
声 - 伊礼彼方
23歳の男性。戦艦「ベオグラード・ザッハ」のエースパイロット。
クレッセント・コバルトの操縦者。
刃弥勒
声 - 小野宮信人
23歳の男性。戦艦「ベオグラード・ザッハ」のパイロット。
クレッセント・ブルーブロンズの操縦者。
シンヤ＝リー
声 - 高木渉
48歳の男性。「ベオグラード・ザッハ」艦長。
ルキアン
声 - marico
年齢不詳。ソレイユのペット。体長は15センチ。
サン
声 - 林原めぐみ
12歳の少女。ソレイユの双子の妹。
四獣神に戦闘強制プログラムをかけられて、『金色（こんじき）の仮面』としてソレイユと対峙する。
ハミル
ソレイユとサンの父。
カレン
ソレイユとサンの母。
ダミア
カレンの従兄弟。ハルスから物資調達する役職。
シアの一族を裏切って、四獣神にG-ゲートへの行き方を教えてしまう。
コルト
男性。フィフスゴッドのメンバー。パイロット。
最初はソレイユのことを認めなかったが、敵との戦いでピンチの所をソレイユに助けて貰ったことがきっかけで、ソレイユのことを認める。
アー
女性。救護班「ラビト」所属。ユーとは姉妹。
スラム出身で、ユーと2人きりで生きてきた。
フィフスゴッド結成の日「フェスティバル」の出し物で、救護班ラビトはバンドをすることになる。ユーと一緒にバンドの練習を重ねて、フェスティバル当日に「Galactic Galapagos」を披露した。
ユー
女性。救護班「ラビト」所属。アーとは姉妹。
スラム出身で、アーと2人きりで生きてきた。
「フェスティバル」の出し物の際、ガールズバンドを結成している。
ランラン
女性。救護班「ラビト」所属。
リチャード
男性。フィフスゴッドのメンバー。
ソレイユに頼まれて新しい武器を作る。
マスターゴーシュ
リチャードの父。
リリア
マスターゴーシュの妻。

## アニメ
架空のアニメ化設定は公式サイトより。
『超空のギンガイアン』のアニメ化は、これまでテレビアニメで2シリーズ、OVA1作、劇場版1作が制作されている。
第1期が1999年秋から放送。第2期が2004年10月に制作発表され、2005年から放送。2005年8月にはOVAの発売が決定した。
2006年1月に、劇場版「超空のギンガイアン」の制作が決定。しかし2007年2月に諸処の事情により劇場アニメ化が凍結。同年6月、新たに都田知樹を監督に迎えての劇場版・制作再スタートが発表されることになる。その後、2009年4月に劇場版が全国公開された。
2013年10月、デジタルリマスターBlu-ray Box発売が決定。また、2018年7月11日には20周年イヤーの特集番組を放送した。

### テレビアニメ
超空のギンガイアン（アニメ第1期）
1999年秋から1999年冬まで放送（全12話）。
超空のギンガイアン（アニメ第2期）
2005年から2005年夏まで放送（全話数不明）。
再放送
2002年8月11日より第1期がテレビ関東で夏休み一挙再放送。
2018年1月6日より第1期がTOKYO LXで再放送。

### OVA
超空のギンガイアン（OVA）
初回限定版には新録ドラマCD、『ちょうきゅうのぎんがいあ～ん』書き下ろし4コマ付きブックレット同梱。

### 劇場版
超空のギンガイアン（劇場版）
2009年4月から全国公開。

### スタッフ
架空のスタッフは公式サイトで確認できる。
- 監督 - 山木寛太郎（第1期）、都田知樹（劇場版）
- キャラクターデザイン - すしお
- 制作 - G-NACK

### 主題歌
曲名は公式サイトで確認できる。
第1期
オープニングテーマ「運命のリビルド」
作詞・作曲 - 堂島孝平 / 歌 - 椿鬼奴
エンディングテーマ「MOODY MOON」
作詞・作曲 - 堂島孝平 / 歌 - 椿鬼奴
挿入歌「Galactic Galapagos」
作詞 - 大貫亜美 / 作曲 - 堂島孝平 / 歌 - 椿鬼奴
第5話の文化祭回でガールズバンドが歌った劇中歌。
第2期
オープニングテーマ「Brace yourself」
作詞 - MEGUMI / 作曲 - 堂島孝平 / 歌 - 椿鬼奴
劇場版
主題歌「偽りの新銀河」
作詞 - 藤井隆 / 作曲 - 藤井隆・堂島孝平 / 歌 - 椿鬼奴・伊礼彼方

### 各話リスト
架空の各話リストは公式サイトで確認できる。
| 話数  | サブタイトル               | 劇中歌             |
| 第1期 | 第1期                      | 第1期              |
| ----- | -------------------------- | ------------------ |
| 1     | シアの一族                 | -                  |
| 2     | 君が選べ                   | -                  |
| 3     | クレッセントという暴力     | -                  |
| 4     | 非日常における日常         | -                  |
| 5     | 家族はここにいる           | Galactic Galapagos |
| 6     | 未来のために汚れる手       | -                  |
| 7     | 運命、その先に             | -                  |
| 8     | 血                         | -                  |
| 9     | 備忘録                     | -                  |
| 10    | But the world is beautiful | -                  |
| 11    | 決戦                       | -                  |
| 12    | 超空のギンガイアン         | -                  |

### 放送局

#### 地上波
| 放送地域   | 放送局             | 放送期間                    |
| 第1期      | 第1期              | 第1期                       |
| ---------- | ------------------ | --------------------------- |
| 関東広域圏 | テレビ関東（架空） | 1999年秋 - 1999年冬（架空） |
| 第2期      |                    |                             |
| 関東広域圏 | テレビ関東（架空） | 2005年 - 2005年夏（架空）   |

#### 再放送
| 放送地域   | 放送局             | 放送期間                        | 放送日時           |
| 第1期      | 第1期              | 第1期                           | 第1期              |
| ---------- | ------------------ | ------------------------------- | ------------------ |
| 関東広域圏 | テレビ関東（架空） | 2002年8月11日 - 8月12日（架空） | 23:00 - 一挙放送   |
| 東京都     | TOKYO LX（架空）   | 2018年1月6日 - 3月24日（架空）  | 金曜 23:00 - 23:30 |

## 実写版
架空の実写化設定は公式サイトより。
2014年8月1日に実写版「超空のギンガイアン」が全国劇場公開された。

### スタッフ
架空のスタッフは公式サイトで確認できる。
- 監督 - 四谷崇司[28]

### 受賞歴
架空の受賞歴は公式サイトで確認できる。
- 2014年12月15日 - ジャパンラジー賞アニメリメイク部門7位入賞[29]

## ミュージカル
実際に開催されたミュージカルの情報は公式サイトで確認できる。
- 椿鬼奴20周年記念リサイタル ミュージカル「アニメ超空のギンガイアン」[30]（2019年7月27日、duo MUSIC EXCHANGE[31]）

## ゲーム
架空のゲームは公式サイトで確認できる。
- ドラブル・超空のギンガイアンコラボ[32]（2016年）

## パチンコ
架空のパチンコは公式サイトで確認できる。
- CR機超空のギンガイアン[33]（2011年5月22日導入開始）
- CR機超空のギンガイアン2[34]（2017年4月22日導入開始）

## グッズ
架空のグッズは公式サイトで確認できる。
- 伊吹・レッドスター バスローブ
- ギンガイアン ドアノブ